# Anomaloglossus mitaraka
Anomaloglossus mitaraka Fouquet, Vacher, Courtois, Deschamps, Ouboter, Jairam, Gaucher, Dubois, and Kok, 2019 è un anfibio anuro, appartenente alla famiglia degli Aromobatidi.

## Distribuzione e habitat
Si trova nella Guyana francese sudoccidentale e nell'adiacente Suriname; probabilmente anche nel vicino Brasile.